# Kap Thorvaldsen
Kap Thorvaldsen är en udde i Grönland (Kungariket Danmark).   Den ligger i kommunen Kujalleq, i den södra delen av Grönland, 400 km söder om huvudstaden Nuuk.
Terrängen inåt land är huvudsakligen kuperad, men åt nordväst är den platt. Havet är nära Kap Thorvaldsen söderut.  Det finns inga samhällen i närheten. 